# Inuyasha
Inuyasha (犬夜叉, Inujaša), celým názvem Inuyasha, feudální pohádka (戦国御伽草子犬夜叉, Sengoku otogizóši Inujaša), je japonská manga napsaná a ilustrovaná Rumiko Takahaši. Poprvé byla uveřejněna v týdeníku Šónen Sunday 13. listopadu 1996 a skončila 18. června 2008. Hlavními hrdiny série jsou středoškolačka Kagome cestující do feudálního Japonska (přibližně období Sengoku), poloviční démon Inujaša, chlípný buddhistický mnich Miroku, liščí démon Šippó a zabiják démonů Sango. Hlavním záporným hrdinou je Naraku, bažící po moci Drahokamu čtyř duší (japonsky 四魂の玉, Šikon no tama), též zkráceně Posvátném drahokamu.
Podle mangy byly natočeny dva stejnojmenné anime, jejichž produkce se zhostila společnost Sunrise. Prvních 44 dílů režíroval Masaši Ikeda, zbytek Jasunao Aoki. Premiéra první série (167 dílů) se konala v Japonsku 16. října 2000 na kanále Jomiuri TV a seriál byl pozastaven 13. září 2004, kdy skončil přímo uprostřed děje. V tomtéž období vyšly také celkem čtyři celovečerní filmy. Druhá série (26 dílů) dokončila příběh pod názvem Inuyasha: The Final Act (Inujaša: Guren no hóraidžima) až o pět let později, kdy byla premiérově vysílána od 3. září 2009 do 29. března 2010.
V roce 2002 vyhrála tato manga Šógakukan Manga Award za nejlepší šónen titul roku.

## Děj
Příběh se odehrává střídavě ve feudálním Japonsku v polovině 15. století a v moderní době na přelomu 2. a 3. tisíciletí. Rozběsněný poloviční psí jókai Inujaša se kdysi ve středověku vloupal do svatyně vsi, kde žil, aby sebral Drahokam čtyř duší neboli Posvátný drahokam (四魂の玉, Šikon no Tama), který o několik století dříve stvořila kněžka (miko) Midoriko za cenu vlastního života a který splní všechna přání svému majiteli. Chtěl uskutečnit dávný sen stát se úplným jókai (démonem). Ihned poté byl ale šípem mladé kněžky Kikjó nabodnut na posvátný strom Gošinboku za vesnicí, čímž ho uspala a zapečetila. Kikjó byla vážně zraněna a krátce poté zemřela. Před smrtí nařídila své desetileté sestře Kaede, ať dá spálit její tělo i s Posvátným drahokamem, aby už nikdy nepadl do rukou zla. Kaede a vesničané splnili její přání a Posvátný kámen zmizel ze světa.
V moderním Tokiu se v den svých patnáctých narozenin chystala čerstvá středoškolačka Kagome Higuraši do školy, ale zdržel ji bratr Sóta kvůli jejich kocourovi Bujovi, zatoulanému u Kosti požírající studny (骨喰いの井戸, Honekui no Ido) v jejich rodinné šintoistické svatyni. Neochotně ho šla hledat, avšak ze studny ve tmě náhle na Kagome zaútočila přerostlá démonická (jókai) stonožka, lačnící po Posvátném drahokamu. Vyděšené Kagome se podařilo při pádu do studny odrazit útok záhadným bílým světlem z ruky a dopadla na dno. Po marném volání na bratra vyšplhala ven sama. Ocitla se však na palouku uprostřed lesa a nikoliv ve svatyni. Jediná věc, kterou poznala, byla košatá koruna posvátného stromu Gošinboku, jenž má stát vedle jejich svatyně. Spatřila zapečetěného Inujašu a zkoumala jeho psí uši. Byla však zadržena vesničany, kteří ji odvlekli na náves ke staré kněžce Kaede. Ta si po chvilce uvědomila, že Kagome vypadá úplně stejně jako její dávno zemřelá sestra Kikjó, jen má očividně jinou povahu a je neobvykle oblečena (měla zelenobílou školní uniformu s krátkou sukní). Kaede nařídila propustit Kagome a povečeřela s ní.
Vesnici večer napadla ta samá stonožka, která stáhla Kagome do studny, ale chyběla jí jedna z šesti rukou, kterou při pádu do studny usekla Kagomina záhadná síla. Kagome ji odlákala z poničené vesnice do lesa a u stromu Gošinboku křičela o pomoc. Inujaša se náhle probral ze spánku a vysmál se jejímu příšernému výkonu proti stonožce v domnění, že mluví s Kikjó. Stonožka z jejího těla vyrazila Posvátný drahokam a přimáčkla ji na Inujašu, jenž ji požádal, ať vytáhne šíp, který ho přibodl před lety ke stromu. Navzdory naléhání Kaede tak učinila. Inujaša stonožku, jež mezitím pozřela Posvátný drahokam a značně zesílila, hravě svými drápy porážel, avšak díky moci drahokamu ji nešlo zabít. Kaede vyzvala Kagome, ať vyhledá v rozmetaných kusech stonožky světlo, tam bude Posvátný drahokam, jenž může dle jejího názoru mít jenom Kagome. Po jeho nalezení se ukázalo, že Inujaša ho chtěl získat pro sebe.
Kaede odříkáním zaklínadla přemístila růženec na Inujašův krk a vyzvala prchající Kagome, aby řekla cokoliv, čím Inujašu zkrotí. Kagome ve chvíli, kdy Inujaša zvedal na mostě přes řeku drahokam, co jí upadl, vykřikla "SEDNI!" (Osuwari!) Rozzářený růženec na jeho krku s ním praštil o zem a znehybnil ho. Vyděšená Kagome zakřičela SEDNI ještě několikrát, čímž Inujašu zcela paralyzovala. Ten ji následující dny neustále sledoval. Kaede nazval starou čarodějnicí a odmítal věřit, že uplynulo 50 let a že "ta protivná holka" Kagome není Kikjó, jež tehdy zemřela. Kaede během bitvy s přerostlou stonožkou nabyla přesvědčení, že je Kagome reinkarnací Kikjó, narozená s Posvátným drahokamem v těle, a tak jedině ona ho musí ochránit před zlem, přestože neví o feudální době a o povinnostech kněžek vůbec nic. Tu stonožku kdysi porazila Kikjó a její kosti naházeli do studny, kde byla probuzena mocí drahokamu v Kagomině době.
Znovuobjevení drahokamu vycítili další slabí jókaiové toužící po moci a třetí den se ho zmocnil ptačí jókai, když Kagome unesli banditi pod velením toho, do koho se vtělil, když mířila ke Kosti požírající studně. Kagome jej na návrh Kaede pronásledovala spolu s Inujašou a střílela po něm z luku, což dělala poprvé v životě. Ptačí jókai díky drahokamu rychle rostl a sílil, takže proti němu využila jeho získanou moc, kterou si dával přirůst zpět useknuté části jeho těla. Vystřelila šíp s jeho připevněným pařátem, aby ho najisto trefila, ale zasáhla kromě jókaie i Posvátný drahokam. Ten se v ohromném záblesku roztříštil na tisíce střípků, jež se rozlétly po celém Japonsku. Jednotlivé střípky sice zdaleka neměly takovou moc jako kompletní Posvátný drahokam, přesto byla jejich síla výrazná a mezi démony i některými zlými lidmi se o ně doslova strhla válka. Kagome s Inujašou nalezli v lese poblíž jen jeden z nich.
Kaede večer konstatovala, že se Kagome s Inujašou musí vydat střípky drahokamu znovu scelit. Pouze Kagome je schopná střípky vidět a Inujaša disponuje nadlidskou silou, utvoří tak dobrý tým. Inujašu, jenž u jezera další ráno šmíroval Kagome ve snaze přijít na to, jak jí střípek sebrat, dráždil vzhled Kagome, jež v půjčených šatech miko vypadala úplně stejně jako Kikjó. Po Kagome žádal, ať se svlékne, a s boulí na hlavě za jeho zvrhlý návrh jen dodal, ať chodí oblečená v tom divném zelenobílém úboru. Usoudila, že se Inujaša chová jako malé dítě a urazil ji zvoláním, že ji k hledání střípků nepotřebuje. Rozhodla se vrátit domů a znovu zneškodnila Inujašu příkazem sedni, když po ní opět loudil střípek. U Kosti požírající studny ji však nějaké vlákno pořezalo obličej. Zahlédla velkou pavučinu z vlasů, co tam nachystala poloviční jókai jménem Jura Sakasagami. Ta Kagome sebrala střípek a zaútočila. Kagome spadla do studny a s křikem se dostala zpět do své doby. Ze studny ji vytáhli její děda a Sóta a dověděla se, že byla tři dny pryč. Celá rozechvělá se rozbrečela dědovi, že se celou dobu tak bála.
Ve středověku poloviční jókai Jura ovládla svými vlasy obyvatelstvo a napadla Inujašu s Kaede, kterým se povedlo uprchnout, neboť Kaede jako jediná viděla vlasy, ale byla zraněná. Inujaša ji částečně zasypal v lese po mělké díry a šel hledat Kagome, neboť ta vlasy bude vidět také. Inujaša se studnou dopravil do její doby a donutil ji k návratu. Ve svatyni svedli bitvu s Juřinými vlasy, při níž Kagome vyhledala řídící vlas, který následně on přesekl drápy. Zpět ve středověku Kagome sledovala hlavní prameny, vedoucí k Juře, jež mezitím zabila vojáky. Od nich si Kagome vzala luk a šípy a slíbila Inujašovi, že začne trénovat. Na svahu je ale přepadly vlasy a Kagome navigovala Inujašu v sedě na jeho zádech, než byl zachycen a upoután. Kagome zasáhla hlavní pramen vlasů, čímž uvolnila její dřívější oběti. Jura ohnivými vlasy podpálila Kagome, oděné do Inujašova pláště z ohnivé krysy, který ji ochránil. Inujaša se uvolnil z vlasů a s pomocí úderu krvavá pracka usekl Juře ruku s mečem, který však dále svými vlasy ovládala na dálku. Zezadu probodla Inujašu a hodlala mu useknout hlavu, ovšem podcenila ho. Kagome zatím vyšplhala po hlavním prameni vlasů a objevila rudou lebku, její slabé místo. Jura se pokusila Kagome uškrtit, čemuž Inujaša zabránil a oba spadli do hromady lebek jejích obětí. Kagome hrotem proděravěla rudou lebky, čímž Juru zneškodnila a získala zpět svůj střípek.
Kagome se poté vrátila do své doby, aby si s sebou přinesla kolo a zásoby léků pro zraněného Inujašu. Ten se ale zatím vyléčil sám svými schopnostmi polovičního jókaie. S Inujašou se poté vydala na cestu za dalšími střípky. Cestou narazili díky instrukcím blešího jókaie Mjógy na Inujašova bratra Seššómarua a na jeho sluhu Džakena, který hledal otcovo dědictví: meč Tessaiga v jeho hrobě, jehož přesná poloha je neznámá. Seššómaru věděl, že se tam dostane s využitím černé perly z Inujašovy oční čočky. Inujašu hodlal nejprve zabít pomocí jókai, zamaskované jako jeho matka. Než ho pozřela, stihla ho zachránit Kagome, ale Seššómaru stihl získat černou perlu a vyčaroval portál do podsvětí. Tam se za ním vypravili i Kagome a Inujaša. V obrovitých útrobách ostatků jejich otce, psího jókaie jménem Inuno-Taišó, nalezli Tessaigu. Seššómarua však nepřijala a popálila mu ruku. Úspěšný nebyl ani Inujaša a meč povolil, až když se ho dotkla Kagome. Mezitím se oba bratři prali o meč a získal ho nakonec Inujaša. Seššómaru se s tím nesmířil a proměnil se z humanoidní formy do skutečné podoby psího jókaie. Na radu Mjógy Inujaša použil Tessaigu, aby legitimizoval držení této zbraně. Tessaiga se z rezavého a tupého meče proměnila na ostrý meč, jakmile Inujaša řekl Kagome, že ji před Seššómaruem ochrání. Tessaigou usekl bratrovi levou ruku a po bitvě se všichni vrátili do reálného světa, kde narazili na nepřítele, jenž se stane jejich úhlavním: Naraku.
Později se k Inujašovi a Kagome připojili další členové jejich skupiny. Liščí jókai Šippó byl sirotek toužící po pomstě Hromovým bratrům za smrt svého otce, což za něj nakonec provedl Inujaša. Chlípný mnich Miroku zdědil po svém otci a dědovi kletbu větrného tunelu v dlani, kterou způsobil poloviční jókai Naraku. Vydělával si pokoutně zaříkáváním a sloužil mu jezevčí jókai Hači. Také rád sahal na pozadí dívkám. Sango byla zabijákem jókaiů. Její mladší bratr Kohaku byl posednut a zabit pavoučím polovičním jókaiem Narakuem, jenž vyvraždil celou její rodinu a celou její vesnici. Sango byla tehdy také zabita, ale později byla s bratrem oživena s pomocí střípků drahokamu Narakuem. Naživu je udržoval, aby je použil proti Inujašovi a Kagome, na které svalil vinu za vyvraždění jejich vesnice, ale nakonec na rozdíl od svého bratra poznala, že Naraku lhal. Kirara byla nekomata patřící Sango. Byla to žlutočerná létající dvouocasá kočka, která se může zvětšit.
Skupina zažila mnohá dobrodružství, setkala se s mnoha dalšími lidmi i jókai, a časem se Inujaša s Kagome sblížili. Čarodějnice Ora Suei však jejich vztah zkomplikovala. S pomocí Kagominy duše oživila Inujašovu první lásku, miko Kikjó, jež kvůli nynější nečisté podstatě připomínala více potulnou ztrápenou duši (banší) než miko. Kikjó chtěla zabít Inujašu, ačkoliv ho stále milovala a on ji ještě také. Inujaša při každém jejich střetnutí, kdy ona bloudila světem, stále opětoval její city, což vedlo k různým reakcím u Kagome i samotné Kikjó, jež byla přesvědčená, že Inujaša chce získat moc Posvátného drahokamu, aby se stal úplným jókaiem. Později ale Inujašovi a o hodně později i Kikjó došlo, že tehdejší incident s Posvátným drahokamem, který skončil jeho zapečetěním o strom Gošinboku, způsobil poloviční jókai Naraku.
K Seššómaruovi se později připojila malá, osiřelá holčička Rin, která u něj probudila city k lidem. Jednoho dne ji našel mrtvou po útoku vlčích jókaiů a oživil ji mečem Tenseiga. City k ní si dlouho nepřipouštěl a dával pozor, aby je neodhalil zvláště svým nepřátelům. Rin dala jméno jeho dvouhlavé sani A-Un a Seššómaru ji ochraňoval při svém putování jako svou dceru a do budoucna snad jako potenciální manželku, neboť věděl, že až ona doroste do dospělosti, on bude na poměry jókaiů pořád mladíkem. Setkání s Rin ho skutečně výrazně změnilo.
Naraku se ukázal být záludným dlouhodobým protivníkem, po jehož střetnutích s Inujašou a jeho skupinou se postupně vyjasňovala minulost Inujaši a Kikjó. Naraku byl původně lidský bandita jménem Onigumo, o kterého se před 50 lety potají staraly Kikjó s Kaede v jeskyni poblíž vesnice, protože byl smrtelně zraněn. Naraku však přistoupil na dohodu pavoučího jókaie, který jím byl přitahován proto, že věděl o jeho citech ke Kikjó a pod záminkou, že mu pomůže získat její srdce a Posvátný drahokam. Onigumo svolil ke spojení s ním a s dalšími jókai, čímž vznikl velmi mocný polojókai Naraku. Naraku si tehdy vypůjčil podobu Inujaši, jenž byl tehdy připraven vzdát se své polojókaiské podstaty za pomocí Posvátného drahokamu, aby ukončil povinnosti Kikjó, jež by následně žila jako normální dívka a vzala si ho za svého muže. Kikjó čekala na Inujašu, aby mu dala Posvátný drahokam, ale místo něj přišel převlečený Naraku, jenž ji počastoval urážkami a tím, že s ní nikdy neplánoval žít a chce být plnohodnotným jókaiem. Ošklivě ji zranil, utekl a vzal na sebe její podobu. V podobě Kikjó napadl lukem a šípy Inujašu, jenž nerozuměl, co se stalo, a cítil se podveden. Následkem dalších událostí napadl vesnici, kde za ty měsíce, co se stýkal s Kikjó, tak nějak zdomácněl, aby ukradl Posvátný drahokam, což nakonec vedlo k jeho zapečetění vážně zraněnou Kikjó.
Samotný Posvátný drahokam vznikl jako mocný artefakt, aby miko jménem Midoriko před několika staletími zapečetila moc krále jókaiů Magacuhiho. Uvnitř uvěznila celou jeho podstatu během bitvy trvající sedm dní proti legiím jókaiů. Magacuhi vznikl podobně jako Naraku, tedy spojením jókaiů se smrtelně zraněným zlým člověkem, jenž tajně toužil po jejím srdci. Když ji vzal do zubů, použila Posvátný drahokam ke spojení jeho a její duše a oba tak byli navždy odstraněni ze světa. Jejich těla zemřela, ale jejich duše nadále žily uvnitř Posvátného drahokamu, který se tímto stal tím, čím je nyní. Midoriko se v něm utkávala v nikdy nekončící bitvě s Magacuhim a jeho jókai. Midoričino tělo bylo pohřbeno v jeskyni a její vůle mohla prostřednictvím Posvátného drahokamu ovlivňovat okolní svět, například kolísáním moci střípků. Stejnou schopností disponoval i Magacuhi znečištěním Posvátného drahokamu. Jedině zničením Posvátného drahokamu mohlo dojít k jeho konečné porážce. K tomu dle staré šintoistické legendy mohlo dojít jedině správně vyřčeným přáním.
Do děje se připletl Koga, mladý velitel kmene vlčích jókaiů, jenž se zamiloval do Kagome a často se jí snažil pomoct. Inujašu urážel přízviskem „Psisko,“ a oba byli vždy na kordy. Koga si časem uvědomil, že s Kagome nemůže být, ale navždy pro něj zůstávala tajnou láskou, i když si pak vzal Ajame ze svého kmene, které to slíbil už během dětství. V průběhu celého děje se dále Kagome snažila, jak jen to šlo, nezanedbávat své školní povinnosti a vracela se pravidelně do své doby, kde se boj s učivem kvůli častým absencím, omluvených jejím dědečkem rozličnými zdravotními potížemi, stávalo kolikrát větší noční můrou než boje s nepřátelskými jókai.
Po zhruba dvou letech putování byl Naraku poražen následkem chyby, když se pokusil poštvat Seššómarua proti Inujašovi. Seššómaru si to totiž uvědomil a místo boje proti bratrovi s ním neochotně spolupracoval na zničení původního Narakuova těla. Naraku už dříve posedl duši mrtvého mnicha, hlídajícího posvátnou očistnou horu Hakurei, a vzkřísil skupinu nájemných zabijáků známou jako Banda sedmi, které dal svou sbírku Střípků drahokamů, aby je udržel naživu v jejich zombie-stavu a posílil je tak, aby dostatečně dlouho zaměstnali jeho nepřátele, než si pomocí temného rituálu obnoví v útrobách hory Hakurei tělo, jež nebylo možné zničit běžným způsobem. Naraku byl nakonec po zkompletování celého Posvátného drahokamu přece jen zničen poté, když se přeměnil s jeho mocí do podoby obřího létajícího pavouka. Mezitím značně zesílili a zmoudřeli Inujaša a jeho přátelé i Seššómaru, který začal přes naprostý despekt k Inujašovi svého bratra uznávat pro jeho odvahu a pro jeho schopnost ho ve vzájemných šarvátkách porazit. Inujaša dokonce ovládl moc i jeho Tenseigy. Do závěrečné bitvy s Narakuem se zapojili všichni, neboť chtěl sebevražedným útokem vyhladit vesnici, kde žila Kaede, avšak byl včas poražen díky Seššómaruově zbrani Bakusaize. Ta představovala jeho skutečnou moc a také odměnu za složení otcovy zkoušky, kdy prokázal, že nepotřebuje otcovo dědictví, aby byl mocný. Naraku byl zničen, třebaže jeho jed zamořil velkou oblast v okolí vesnice. Naraku však před svou smrtí totálně zkaženému Posvátnému drahokamu v pravý moment řekl své přání, jež se vyplnilo ihned poté, kdy byl usmrcen. Mirokův větrný tunel byl tím sice zacelen, ale Kagome vtáhla trhlina v prostoru do jiného světa, kde se nacházel znečištěný Posvátný drahokam po jeho zasažení ještě v Narakově těle posvátným šípem. Zděšený Inujaša otevřel svou Tessaigou, vylepšenou na nejlepší možnou úroveň, bránu do jiného světa, aby Kagome našel. Při hledání mluvil k oběma zvlášť démon Magacuhi, který se snažil Kagome přesvědčit, aby učinila sobecké přání a následně spadla do pasti Posvátného drahokamu, který se tak ukázal být velice nebezpečnou hračkou. Dle Magacuhiho a jeho démonů by následně Kagome v Posvátném drahokamu zaujala Midoričino místo a sváděla by zde věčnou bitvu proti Narakuovi, jenž sem byl také přenesen. Sám Magacuhi by se pak mohl znovu inkarnovat na svět. Inujaša však dokázal křičet tak nahlas, že jeho hlas dorezonoval až ke Kagome. Ta řekla Magacuhimu, jehož nazvala Posvátným drahokamem, že věří, že pro ni Inujaša přijde, a skutečně přišel. Následně si vzpomněla na dědečkovo vyprávění, že Posvátný drahokam lze zničit jen jediným správným přáním. Tedy si přála, aby zmizel jednou pro vždy.
Kagome se následně vrátila zpět do fyzického světa i s Inujašou, políbila se s ním, a Kosti požírající studna, jež zmizela v obou světech na tři dny, kdy byla uvězněná v Posvátném drahokamu, se znovu objevila. Ale každého z nich vrátila tam, kam patřili. Ve své době Kagome dostudovala, zatímco ve feudální době byla vesnice obnovena, Sango s Mirokuem se vzali a měli tři děti. Rin začala žít s Kaede, aby se po letech putování se Seššómaruem naučila zase žít s lidmi. Kagome každý den zkoušela jít do feudální doby za Inujašou, jenž tam zůstal sám, neboť před závěrečnou bitvou odešla ze světa konečnou smrtí i jeho Kikjó, jež konečně nalezla klid a byla očištěna od nenávisti i žárlivosti. Avšak přenos Kosti požírající studny nefungoval. Až teprve jednoho dne, těsně po promoci, kdy hluboce zapřemýšlela, proč přestala fungovat, a došlo jí, že ji do její doby přitáhly její city. Vnitřně se vzdala všeho, co měla a mohla ještě mít, a studna náhle začala opět fungovat. Tentokrát již jen jednosměrně. Rozloučila se s matkou, dědečkem, bratrem Sótou a vrátila se za Inujašou, kterého si vzala za muže, třebaže on byl poloviční jókai. Ale nyní byl o poznání moudřejší a konečně dospělý. Kagome nastoupila ke Kaede do řádného učení na kněžku miko a ve feudální době pak trávila spokojený život spolu s Inujašou.

## Postavy
- Inujaša (犬夜叉) - dabing: Kappei Jamaguči (山口 勝平) (japonsky), Richrd Ian Cox (anglicky)
- Kagome Higurašiová (日暮 かごめ) - dabing: Sacuki Jukino (雪野 五月) (japonsky), Moneca Stori (anglicky)
- Miroku (弥勒) - dabing: Kódži Cudžitani (辻谷 耕史) (japonsky), Kirby Morrow (anglicky)
- Sango (珊瑚) - dabing: Hóko Kuwašima (桑島 法子) (japonsky), Kelly Sheridan (anglicky)
- Šippó (七宝) - dabing: Kumiko Watanabe (渡辺 久美子) (japonsky), Jillian Michaels (anglicky)
- Kirara (雲母) - dabing (zvuky): Tarako (鱈子, Tarako Isono 磯野鱈子)
- Seššómaru (殺生丸) - dabing: Ken Narita (成田 剣) (japonsky), David Kaye (anglicky)
- Naraku (奈落) - dabing: Tošijuki Morikawa (森川 智之) (japonsky), Paul Dobson (anglicky)